# Joan Montraveta Montraveta
Joan Montraveta Montraveta   (Riner, 27 de desembre de 1947) és un empresari català conegut per la seva contribució al desenvolupament de la premsa en català en l'àmbit comarcal, especialment com a cofundador i editor del diari Regió7, però també com a promotor de l'edició en català d'El Periódico.
Participà activament en el moviment sindical i en organitzacions polítiques clandestines com la Lliga Comunista Revolucionària. Fou detingut i empresonat a la presó Model de Barcelona l'any 1976 per la seva participació en vagues en defensa de la millora de les condicions laborals al sector del metall.
L'any 1978, amb un grup de periodistes de Manresa, fundà Regió7, el primer diari de la Catalunya Central. En l'etapa del president Pasqual Maragall, fou nomenat director general de difusió per a supervisar la comunicació corporativa de la Generalitat de Catalunya. L'any 2006, fundà l'hotel La Freixera, un establiment de quatre estrelles situat al nucli antic de Solsona. El 2024 va fer entrega a la Biblioteca del Pavelló de la República (UB) del seu llegat de documents sindicals i polítics del període 1971-1977